# 加比爾·哥斯達
加比爾·哥斯達(Gabriel Costa França，1995年3月14日—）是巴西的職業足球運動員，司職中後衛，現時被巴西足球甲級聯賽球隊明尼路外借至保地花高。

## 球會生涯
2014年2月8日首次代表明尼路正選出戰圖皮。
2016年升為一線隊，出戰2016巴西足球甲級聯賽 ，5月14日首次正選亮相對戰山度士。

## 外部連結
- Atletico official profile（页面存档备份，存于） （葡萄牙文）
- Template:Zerozero
- Soccerway資料庫：Gabriel